# Saint-Rabier
Saint-Rabier (okzitanisch Sent Rabier) ist ein Ort und eine aus mehreren Weilern (hameaux) und Einzelgehöften bestehende Gemeinde mit 560 Einwohnern (Stand: 1. Januar 2022) im Osten des südfranzösischen Départements Dordogne in der Region Nouvelle-Aquitaine. Die Bewohner werden Rispériens und Rispériennes genannt.

## Lage
Saint-Rabier liegt gut 40 km (Fahrtstrecke) nördlich der Stadt Sarlat-la-Canéda bzw. gut 43 km östlich von Périgueux in einer Höhe von ca. 210 m ü. d. M. Das Klima ist gemäßigt und wird gleichermaßen vom Atlantik wie von den Bergen des Zentralmassivs beeinflusst.

## Bevölkerungsentwicklung
| Jahr      | 1800 | 1851 | 1901 | 1954 | 1999 | 2008 | 2018 |
| Einwohner | 1006 | 1243 | 931  | 585  | 502  | 550  | 580  |

Der kontinuierliche Bevölkerungsrückgang in der ersten Hälfte des 20. Jahrhunderts ist im Wesentlichen auf die Reblauskrise im Weinbau und die zunehmende Mechanisierung der Landwirtschaft sowie den jeweils damit einhergehenden Verlust an Arbeitsplätzen zurückzuführen.

## Wirtschaft
Die Bewohner der Gemeinde lebten jahrhundertelang als Selbstversorger von den Erträgen ihrer Felder und Gärten; daneben wurden auch Viehzucht, ein wenig Weinbau und die Anpflanzung von Esskastanien betrieben. Im Ort selbst siedelten auch Handwerker, Kleinhändler und Dienstleister. Seit den 1960er Jahren werden einige der leerstehenden Häuser als Ferienwohnungen (gîtes) genutzt.

## Geschichte
Bereits im 11. Jahrhundert wird der Ort unter dem Namen Sanctus Riberius erwähnt; der Name des Heiligen ist ansonsten in Frankreich und im übrigen Europa unbekannt.

## Sehenswürdigkeiten
- Der Ursprung der Pfarrkirche Saint-Pierre-et-Saint-Paul liegt im 14. Jahrhundert; aus dieser Zeit stammen noch das Portal und die gesamte schmucklose Westfassade mitsamt dem zweigeteilten Glockengiebel. Die anderen Teile, zu denen auch mehrere Seitenkapellen gehören, wurden – nach Zerstörungen während des Hundertjährigen Krieges (1337–1453) – zu Beginn des 20. Jahrhunderts in neoklassizistischem Stil erneuert.
- Im Ort selbst steht ein Landschlösschen (manoir) aus dem 18. Jahrhundert.

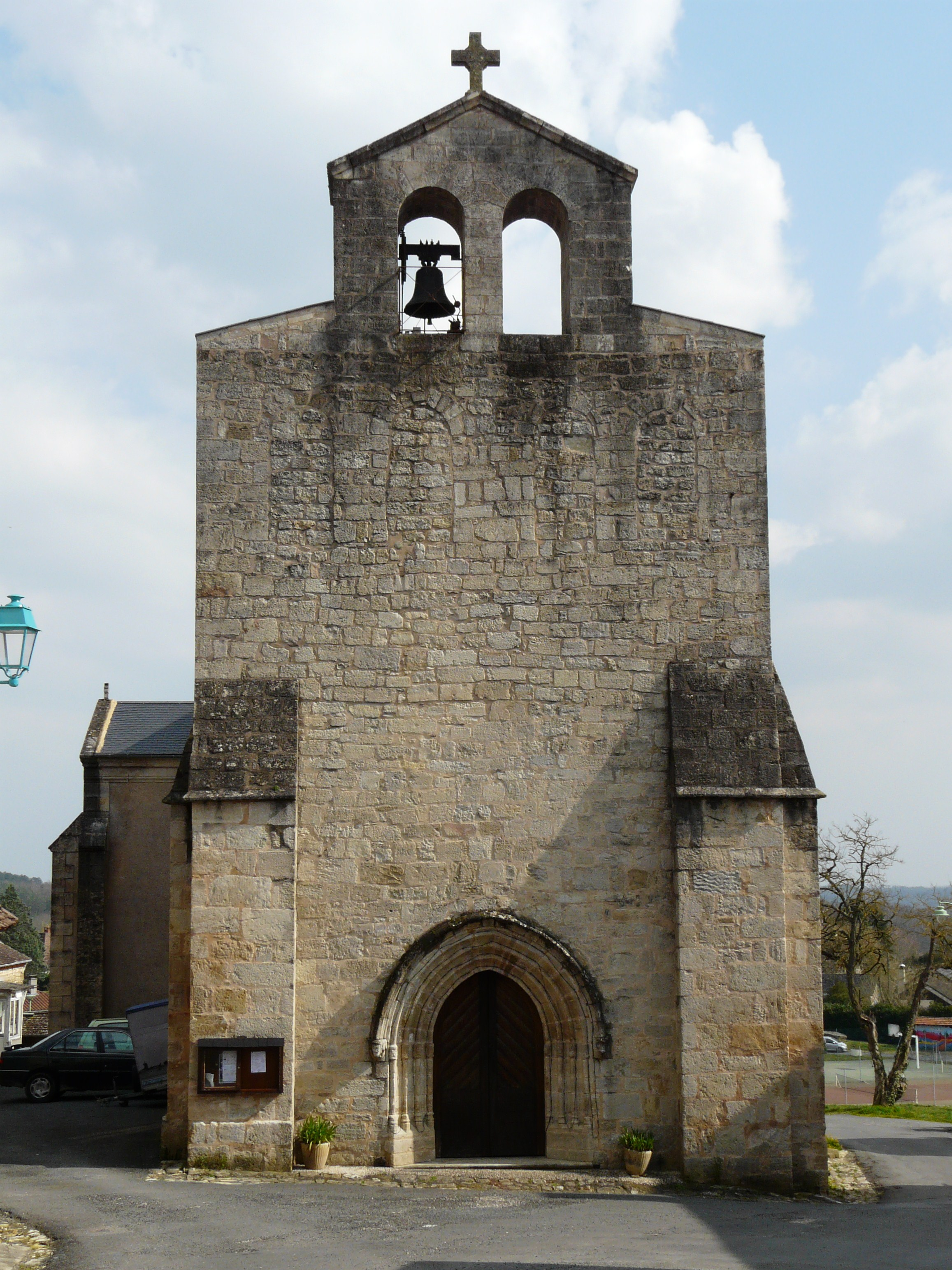
Pfarrkirche Saint-Pierre-et-Saint-Paul
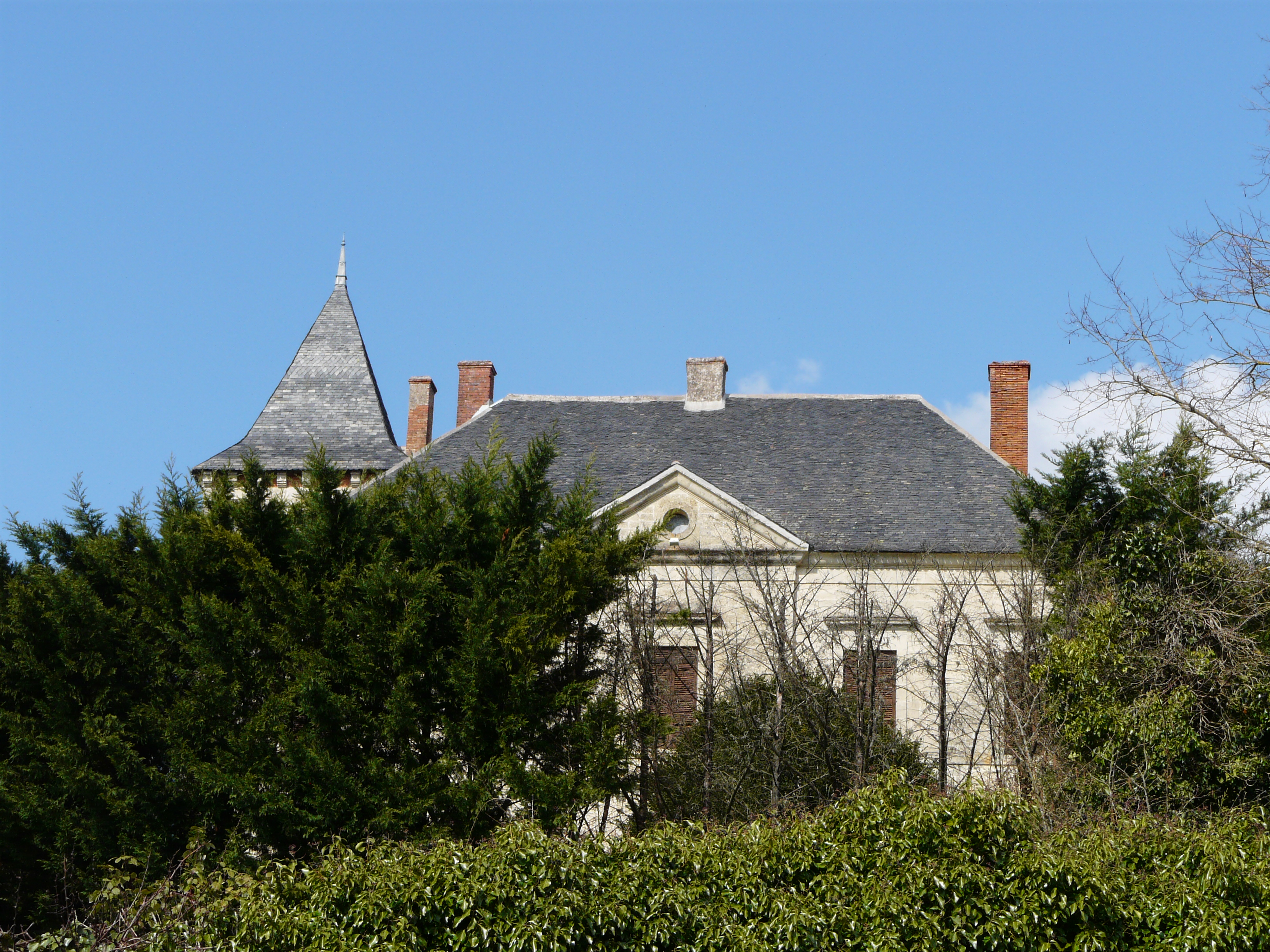
Herrenhaus